# Paralovenia bitentaculata
Paralovenia bitentaculata is een hydroïdpoliep uit de familie Cirrholoveniidae. De poliep komt uit het geslacht Paralovenia. Paralovenia bitentaculata werd in 1984 voor het eerst wetenschappelijk beschreven door Bouillon. 